# Hilton Edwards
Hilton Edwards, född 2 februari 1903 i London, död 18 november 1982 i Dublin, var en irländsk skådespelare och teaterproducent. Han medverkade i 15 filmer och skrev Orson Welles Return to Glennascaul 1951. År 1966 mottog han priset Tony Award för bästa dramaregissör för "Philadelphia, Here I Come!".
Tillsammans med sin partner Micheál MacLiammoir grundade han Gate Theatre i Dublin år 1928. 